# Veronika Domjan
Veronika Domjan (ur. 3 września 1996) – słoweńska lekkoatletka specjalizująca się w rzucie dyskiem.
Czwarta zawodniczka mistrzostw świata juniorów młodszych w Doniecku (2013). W 2015 została w Eskilstunie juniorską mistrzynią Europy. Dziesiąta zawodniczka mistrzostw Starego Kontynentu (2016). Rok później stanęła na najniższym stopniu podium młodzieżowych mistrzostw Europy.
Wielokrotna złota medalistka mistrzostw kraju (także w pchnięciu kulą). Reprezentantka Słowenii w meczach międzypaństwowych, drużynowych mistrzostwach Europy oraz w pucharze Europy w rzutach.
Rekord życiowy: 60,11 (6 lipca 2016, Amsterdam) – rekord Słowenii.

## Osiągnięcia
| Rok  | Impreza                                  | Miejsce      | Pozycja               | Wynik |
| ---- | ---------------------------------------- | ------------ | --------------------- | ----- |
| 2013 | II liga drużynowych mistrzostw Europy    | Kowno        | 7. miejsce            | 46,60 |
| 2013 | Mistrzostwa świata juniorów młodszych    | Donieck      | 4. miejsce            | 47,66 |
| 2014 | Zimowy puchar Europy w rzutach           | Leiria       | 5. miejsce (U-23)     | 50,33 |
| 2014 | I liga drużynowych mistrzostw Europy     | Tallinn      | 12. miejsce           | 46,04 |
| 2014 | Mistrzostwa świata juniorów              | Eugene       | el. – 18. miejsce     | 47,07 |
| 2015 | Zimowy puchar Europy w rzutach           | Leiria       | 3. miejsce (U-23)     | 54,46 |
| 2015 | Mistrzostwa Europy juniorów              | Eskilstuna   | 2. miejsce            | 56,63 |
| 2016 | Puchar Europy w rzutach                  | Arad         | 1. miejsce (U-23)     | 54,04 |
| 2016 | Mistrzostwa Europy                       | Amsterdam    | 10. miejsce           | 58,12 |
| 2017 | Puchar Europy w rzutach                  | Las Palmas   | 2. miejsce (U-23)     | 55,73 |
| 2017 | II liga drużynowych mistrzostw Europy    | Tel Awiw     | 5. miejsce            | 51,22 |
| 2017 | Młodzieżowe mistrzostwa Europy           | Bydgoszcz    | 3. miejsce            | 58,48 |
| 2018 | Puchar Europy w rzutach                  | Leiria       | 2. miejsce (U-23)     | 54,48 |
| 2018 | Igrzyska śródziemnomorskie               | Tarragona    | 7. miejsce            | 56,26 |
| 2018 | Mistrzostwa Europy                       | Berlin       | el. – 27. miejsce     | 49,89 |
| 2019 | Puchar Europy w rzutach                  | Šamorín      | 7. miejsce            | 54,68 |
| 2019 | Uniwersjada                              | Neapol       | 8. miejsce            | 53,96 |
| 2019 | II liga drużynowych mistrzostw Europy    | Varaždin     | 6. miejsce            | 52,69 |
| 2019 | Światowe wojskowe igrzyska sportowe      | Wuhan        | 5. miejsce            | 51,11 |
| 2021 | Puchar Europy w rzutach                  | Split        | 15. miejsce           | 54,18 |
| 2021 | II liga drużynowych mistrzostw Europy    | Stara Zagora | 4. miejsce            | 52,92 |
| 2023 | II dywizja drużynowych mistrzostw Europy | Chorzów      | 4. miejsce            | 55,73 |
| 2024 | Puchar Europy w rzutach                  | Leiria       | 6. miejsce (grupa B)  | 53,95 |
| 2025 | Puchar Europy w rzutach                  | Nikozja      | 11. miejsce (grupa B) | 47,87 |
| 2025 | II dywizja drużynowych mistrzostw Europy | Maribor      | 7. miejsce            | 50,71 |